# 安哥拉華人
安哥拉華人，是最新來到安哥拉的移民，在過去的幾十年裡已經抵達安哥拉。
數千名中國建築工人，工程師，規劃師和後勤人員包括醫生和廚師住在安哥拉，使建築業成為華人的領域。據安哥拉移民辦公室2012年4月聲明：258920個駐安哥拉華人中，絕大多數人持工作簽證（258391）。超過500間在安哥拉的中國公司已經運作，作為戰後重建的一部分。因為最近對華人的犯罪包括強姦，搶劫和謀殺的上升，許多華人已經離開這個國家。
在2016年春天安哥拉爆發黃熱病，有11個華人因此病回國，最後一宗病例發生在4月。中國已加強監測，並派出醫療隊赴安哥拉為當地華人提供預防接種。